# Пфафф, Вилли Адольфович
Вилли Адольфович Пфафф (род. 3 сентября 1961) — советский футболист, футбольный судья.
В 1979—1980 годах играл во второй лиге за «Спартак» Семипалатинск. В 1981 году провёл два гостевых матча в высшей лиге за «Кайрат» Алма-Ата — 26 марта в игре против «Торпедо» Москва (1:1) вышел на 89-й минуте; 31 октября в матче против СКА Ростов-на-Дону (2:2) вышел после перерыва и был заменён на 78-й минуте. Семь следующих лет в командах мастеров не выступал; в 1986 году работал лайнсменом на нескольких матчах второй лиги. В 1987—1988 годах в первенстве Казахской ССР играл за «Автомобилист» Семипалатинск. В 1989—1990 годах выступал во второй и второй низшей лигах за «Спартак» Семипалатинск.